# Letnie Mistrzostwa Rosji w Skokach Narciarskich 2017
Letnie Mistrzostwa Rosji w Skokach Narciarskich – rozegrane na olimpijskich obiektach w Soczi w dniach 7–10 października zawody mające za zadanie wyłonić najlepszych skoczków w kraju na igielicie.
W pierwszy dzień zmagań kobiety i mężczyźni rywalizowali na skoczni normalnej. Wśród pań najlepszą była Irina Awwakumowa, która z przewagą ponad dwudziestu punktów wyprzedziła będącą na drugim miejscu Anastasiję Barannikową. Trzecie miejsce zajęła Lidija Jakowlewa. W zawodach kobiet wzięło udział piętnaście zawodniczek. Natomiast wśród panów tytuł mistrzowski zdobył Dienis Korniłow. Za nim na podium uplasowali się Aleksandr Bażenow, który stracił do zwycięzcy lekko ponad pół punkta. Podium uzupełnił Michaił Nazarow. W konkursie mężczyzn na starcie pojawiło się aż 65 zawodników.
9 października zmagania przeniosły się na duży obiekt. Na nim rywalizowali tylko panowie, wśród których ponownie najlepszym okazał się być Dienis Korniłow. Tym razem już z ponad czteropunktową przewagą wyprzedził uplasowanego na drugim miejscu Ilmira Chazietdinowa. Ten z kolei o już prawie dziesięć punktów wyprzedził brązowego medalistę mistrzostw, doświadczonego już Dimitrija Wasiljewa. Duża skocznia gościła pięćdziesięciu skoczków. Dzień później na tej samej skoczni rozegrano konkurs drużynowy. Zwycięstwo odniósł w nim mieszany zespół reprezentujący obwód moskiewski (z zawodnikami z klubów o siedzibach w Baszkortostanie i obwodzie kirowskim), a kolejne miejsca na podium zajęły pierwsza i druga drużyna obwodu niżnonowogrodzkiego. Wystartowało 10 zespołów.

## Wyniki

### Konkurs indywidualny mężczyzn [HS104]
| Miejsce | Zawodnik           | Podmiot             | Skok 1  | Skok 2 | Punkty |
| ------- | ------------------ | ------------------- | ------- | ------ | ------ |
| 1.      | Dienis Korniłow    | O. niżnonowogrodzki | 101,5 m | 94,5 m | 241,1  |
| 2.      | Aleksandr Bażenow  | O. sachaliński      | 98,5 m  | 96,0 m | 240,5  |
| 3.      | Michaił Nazarow    | Moskwa              | 96,0 m  | 97,5 m | 236,1  |
| 4.      | Roman Trofimow     | O. niżnonowogrodzki | 98,0 m  | 94,5 m | 235,3  |
| 5.      | Iwan Łanin         | O. niżnonowogrodzki | 96,0 m  | 95,0 m | 233,4  |
| 6.      | Ilmir Chazietdinow | Baszkortostan       | 97,0 m  | 94,0 m | 232,0  |
| 7.      | Dmitrij Wasiljew   | Baszkortostan       | 97,5 m  | 91,5 m | 227,0  |
| 8.      | Kiriłł Kotik       | O. kirowski         | 96,0 m  | 92,0 m | 223,5  |
| 9.      | Wadim Szyszkin     | O. swierdłowski     | 95,5 m  | 91,0 m | 222,3  |
| 10.     | Dienis Wiesiełow   | O. sachaliński      | 94,5 m  | 93,5 m | 221,7  |
| ...     |                    |                     |         |        |        |

### Konkurs indywidualny kobiet [HS104]
| Miejsce | Zawodnik               | Podmiot             | Skok 1 | Skok 2 | Punkty |
| ------- | ---------------------- | ------------------- | ------ | ------ | ------ |
| 1.      | Irina Awwakumowa       | Moskwa              | 97,0 m | 98,5 m | 234,0  |
| 2.      | Anastasija Barannikowa | Kraj Permski        | 95,5 m | 94,0 m | 212,6  |
| 3.      | Lidija Jakowlewa       | Petersburg          | 94,5 m | 92,0 m | 211,0  |
| 4.      | Aleksandra Barancewa   | O. kirowski         | 95,5 m | 92,5 m | 208,7  |
| 5.      | Sofja Tichonowa        | Petersburg          | 92,5 m | 89,5 m | 200,9  |
| 6.      | Stiefanija Nadymowa    | Kraj Permski        | 91,5 m | 88,0 m | 189,7  |
| 7.      | Marija Jakowlewa       | Petersburg          | 90,0 m | 86,0 m | 186,2  |
| 8.      | Aleksandra Kustowa     | O. magadański       | 89,0 m | 85,0 m | 173,8  |
| 9.      | Ksienija Kabłukowa     | Kraj Permski        | 87,5 m | 83,0 m | 169,7  |
| 10.     | Natalja Sołowjowa      | O. niżnonowogrodzki | 89,0 m | 79,5 m | 168,6  |
| ...     |                        |                     |        |        |        |

### Konkurs indywidualny mężczyzn [HS140]
| Miejsce | Zawodnik           | Podmiot             | Skok 1  | Skok 2  | Punkty |
| ------- | ------------------ | ------------------- | ------- | ------- | ------ |
| 1.      | Dienis Korniłow    | O. niżnonowogrodzki | 133,5 m | 137,5 m | 248,7  |
| 2.      | Ilmir Chazietdinow | Baszkortostan       | 132,5 m | 132,5 m | 244,0  |
| 3.      | Dmitrij Wasiljew   | Baszkortostan       | 135,5 m | 137,0 m | 234,6  |
| 4.      | Roman Trofimow     | O. niżnonowogrodzki | 134,0 m | 131,0 m | 230,2  |
| 5.      | Aleksiej Romaszow  | Petersburg          | 127,0 m | 134,5 m | 230,0  |
| 6.      | Aleksandr Bażenow  | O. sachaliński      | 130,5 m | 130,0 m | 226,7  |
| 7.      | Michaił Nazarow    | Moskwa              | 129,0 m | 128,0 m | 219,1  |
| 8.      | Dienis Wiesiełow   | O. sachaliński      | 121,5 m | 127,5 m | 215,7  |
| 8.      | Nikita Towkies     | O. niżnonowogrodzki | 122,0 m | 130,0 m | 215,7  |
| 10.     | Kiriłł Kotik       | O. kirowski         | 125,5 m | 124,0 m | 214,3  |
| ...     |                    |                     |         |         |        |

### Konkurs drużynowy mężczyzn [HS140]
| Miejsce | Podmiot                                           | Zawodnik             | Skok 1  | Skok 2  | Punkty |
| ------- | ------------------------------------------------- | -------------------- | ------- | ------- | ------ |
| 1.      | Obwód moskiewski (Baszkortostan + Obwód kirowski) | Nikołaj Matawin      | 132,0 m | 131,5 m | 900,7  |
| 1.      | Obwód moskiewski (Baszkortostan + Obwód kirowski) | Kiriłł Kotik         | 129,5 m | 125,0 m | 900,7  |
| 1.      | Obwód moskiewski (Baszkortostan + Obwód kirowski) | Ilmir Chazietdinow   | 130,5 m | 128,0 m | 900,7  |
| 1.      | Obwód moskiewski (Baszkortostan + Obwód kirowski) | Dmitrij Wasiljew     | 128,0 m | 135,0 m | 900,7  |
| 2.      | Obwód niżnowogrodzki I                            | Michaił Maksimoczkin | 129,5 m | 123,5 m | 896,5  |
| 2.      | Obwód niżnowogrodzki I                            | Nikita Towkies       | 123,0 m | 123,5 m | 896,5  |
| 2.      | Obwód niżnowogrodzki I                            | Roman Trofimow       | 129,0 m | 129,5 m | 896,5  |
| 2.      | Obwód niżnowogrodzki I                            | Dienis Korniłow      | 135,0 m | 134,5 m | 896,5  |
| 3.      | Obwód niżnowogrodzki II                           | Maksim Migaczow      | 114,5 m | 118,5 m | 916,1  |
| 3.      | Obwód niżnowogrodzki II                           | Aleksandr Szuwałow   | 120,5 m | 122,0 m | 916,1  |
| 3.      | Obwód niżnowogrodzki II                           | Siergiej Szułajew    | 120,5 m | 122,5 m | 916,1  |
| 3.      | Obwód niżnowogrodzki II                           | Iwan Łanin           | 119,0 m | 118,0 m | 916,1  |